# Aspila maritima
Aspila maritima là một loài bướm đêm trong họ Noctuidae.